# Tadeusz Wroński
Tadeusz Wroński (* 1. April 1915 in Warschau; † 15. Januar 2000 in Warschau) war ein polnischer Geiger und Musikpädagoge.

## Leben
Wroński spielte ab dem siebten Lebensjahr Geige und studierte von 1930 bis 1939 am Konservatorium Warschau (heute Fryderyk-Chopin-Universität für Musik) bei Józef Jarzębski. Der Zweite Weltkrieg unterbrach seine musikalische Laufbahn, aber bereits 1945 war er als Mitbegründer und Erster Konzertmeister der Baltischen Philharmonie in Sopot wieder aktiv. Von 1947 bis 1949 studierte er als Stipendiat am Königlichen Konservatorium Brüssel bei André Gertler; das Studium schloss er mit Auszeichnung ab.
Ab 1949 unterrichtete er an der Höheren Staatlichen Musikschule Warschau, deren Rektor er nach ihrer Umwandlung in die Staatliche Hochschule für Musik (heute Fryderyk-Chopin-Universität für Musik) von 1973 bis 1975 war. Zur gleichen Zeit erweiterte er seine künstlerische Tätigkeit, indem er Konzerte in Europa und Asien gab, als Solist mit polnischen und ausländischen Orchestern und im Duo mit Władysław Szpilman auftrat, später auch mit einem von ihm gegründeten Streichquartett und schließlich mit dem Kwintet Warszawski. Von 1965 bis 1986 unterrichtete er außerdem an der Musikschule der Indiana University Bloomington. Darüber hinaus gab er Sommerworkshops und Meisterkurse, verfasste mehrere Violinlehrwerke (u. a. Zagadnienia gry skrzypcowej, 4 Bände, 1957–1970; Zdolni i niezdolni. O grze i antygrze na skrypach, 1979; Techniki gry skrzypcowej, 1994) und wirkte als Juror an zahlreichen Violinwettbewerben mit. 1990 gründete er den Tadeusz-Wroński-Wettbewerb für Solovioline, der seit 1997 international durchgeführt wird.
Wroński war Mitbegründer des Stowarzyszenie Polskich Artystow Muzykow (Verband polnischer Musikkünstler), den er von 1962 bis 1965 leitete, und des Verbandes polnischer Geigenbauer. Für seine künstlerische und pädagogische Leistung erhielt er zahlreiche Preise, darunter das Ritterkreuz des Ordens Polonia Restituta und die Auszeichnung Verdienter der polnischen Kultur. Die Fryderyk-Chopin-Universität für Musik verlieh ihm die Ehrendoktorwürde.